# 家村健太
家村 健太（いえむら けんた、2001年2月8日 - ）は、ジャパンラグビーリーグワン静岡ブルーレヴズに所属するラグビー選手。

## プロフィール
- 千葉県出身[1]。
- ポジションはスタンドオフ(SO)、センター(CTB)。
- 身長 176 cm、体重 93 kg
- U20日本代表候補に選ばれたことがある[2]。

## 来歴
2019年、流経大柏高校卒業後、京都産業大学に入る。
2022年、京都産業大学ラグビー部の共同主将に就任。
2023年1月、アーリーエントリーで静岡ブルーレヴズに加入。同年2月25日に行われたJAPAN RUGBY LEAGUE ONE第9節東京サンゴリアス戦にて先発出場でリーグワン公式戦初出場を果たした。同年3月、京都産業大学卒業。
2025年6月上旬からニュージーランドに留学。